# Im Rausch der Tiefe
Im Rausch der Tiefe ist ein Spielfilm des französischen Regisseurs Luc Besson aus dem Jahr 1988. Das Drama ist fiktional, lehnt sich aber leicht an die Biographien der Apnoe-Tauchrekordler Jacques Mayol und Enzo Maiorca an.

## Handlung
Die Jungen Jacques und Enzo wachsen auf der kleinen griechischen Insel Amorgos auf. Beide interessieren sich für das Tauchen, doch während die Kinder im Dorf sich bei Enzo einschmeicheln, ist Jacques ein Außenseiter, dessen einziger Halt an Land sein Vater, ein Schwammtaucher, ist. Als dieser bei einem Tauchgang ums Leben kommt, bricht für Jacques eine Welt zusammen. Er verlässt die Insel und erst nach Jahren kreuzen sich Jacques und Enzos Wege wieder. Jacques hat seine außergewöhnlichen Tauchkünste in den Dienst der Wissenschaft gestellt, Enzo ist aktueller Rekordhalter im Apnoetauchen und möchte bei der nächsten Weltmeisterschaft in Taormina gegen seinen Jugendfreund antreten. Jacques nimmt die Herausforderung an und reist nach Italien, wo er unter anderem die Versicherungsagentin Johana aus New York wiedertrifft, die er bei einem Tauchgang in Peru kennengelernt hatte. Das Wetttauchen vor der Küste Siziliens wird zu einem packenden Duell der beiden Jugendfreunde. Bei einem späteren Weltrekordversuch in Griechenland stirbt Enzo kurz nach dem Auftauchen. Von diesem Schicksalsschlag traumatisiert, startet Jacques einen nächtlichen Tauchgang und verschwindet in den Tiefen des Meeres, begleitet von einem Delphin. Für den Zuschauer nicht ersichtlich, aber logisch schlussfolgernd, muss Jacques kurz darauf ertrinken.

## Synchronisation
Die deutsche Synchronisation entstand nach einem Dialogbuch und unter der Dialogregie von Andreas Pollak im Auftrag der Berliner Synchron GmbH Wenzel Lüdecke
| Darsteller            | Sprecher            | Rolle           |
| --------------------- | ------------------- | --------------- |
| Jean Reno             | Helmut Krauss       | Enzo Molinari   |
| Jean-Marc Barr        | Charles Rettinghaus | Jacques Mayol   |
| Rosanna Arquette      | Rebecca Völz        | Johana Baker    |
| Valentina Vargas      | Daniela Hoffmann    | Bonita          |
| Constantin Alexandrov | Reinhard Kuhnert    | Delphin-Trainer |
| Jacques Lévy          | Alexander Herzog    | Doktor          |
| Paul Shenar           | Rüdiger Joswig      | Dr. Laurence    |
| Griffin Dunne         | Uwe Paulsen         | Duffy           |
| Gregory Forstner      | Florian Schmidt-Foß | Enzo (jung)     |
| Alessandra Vazzoler   | Marianne Groß       | Mamma           |
| Jan Rouiller          | Oliver Feld         | Noireuter       |
| Sergio Castellitto    | Norbert Gescher     | Novelli         |
| Jean Bouise           | Jochen Schröder     | Onkel Louis     |
| Franco Diogene        | Georg Tryphon       | Rezeptionist    |
| Marc Duret            | Oliver Rohrbeck     | Roberto         |

## Entstehungsgeschichte
Drei Jahre nach seinem Pariser Untergrundabenteuer Subway (1985) mit Christopher Lambert und Isabelle Adjani in den Hauptrollen erfüllte sich der ehemalige Tauchlehrer Luc Besson mit dem Drehbuch und der späteren Verwirklichung von Im Rausch der Tiefe einen lang gehegten Traum, in dem er auch selbst einen kurzen Cameo-Auftritt als Taucher hat. Inspiriert wurde der Regisseur bei seinem Drehbuch von der Rivalität des Franzosen Jacques Mayol und des Italieners Enzo Maiorca, die sich in den 1960er Jahren über einen Zeitraum von zehn Jahren die Tauchrekorde gegenseitig abjagten. Die Hauptdarsteller Jean Reno und Jean-Marc Barr, der nie zuvor in seinem Leben getaucht war, nahmen als Vorbereitung für Im Rausch der Tiefe an einem mehrmonatigen Training teil. Weder Reno noch Barr ließen sich in einer der zahlreichen Unterwassersequenzen doubeln, die in einer Tiefe von bis zu 40 Metern gedreht wurden (in der Handlung des Films tauchen Jacques und Enzo in einer Tiefe von bis zu 120 Metern). Als technischer Berater während der neunmonatigen Dreharbeiten fungierte der Tauchweltrekordler Jacques Mayol, an den Jean-Marc Barrs gleichnamiger Filmcharakter angelehnt ist. Luc Bessons zweite Kinoproduktion wurde ausschließlich in englischer Sprache gedreht.

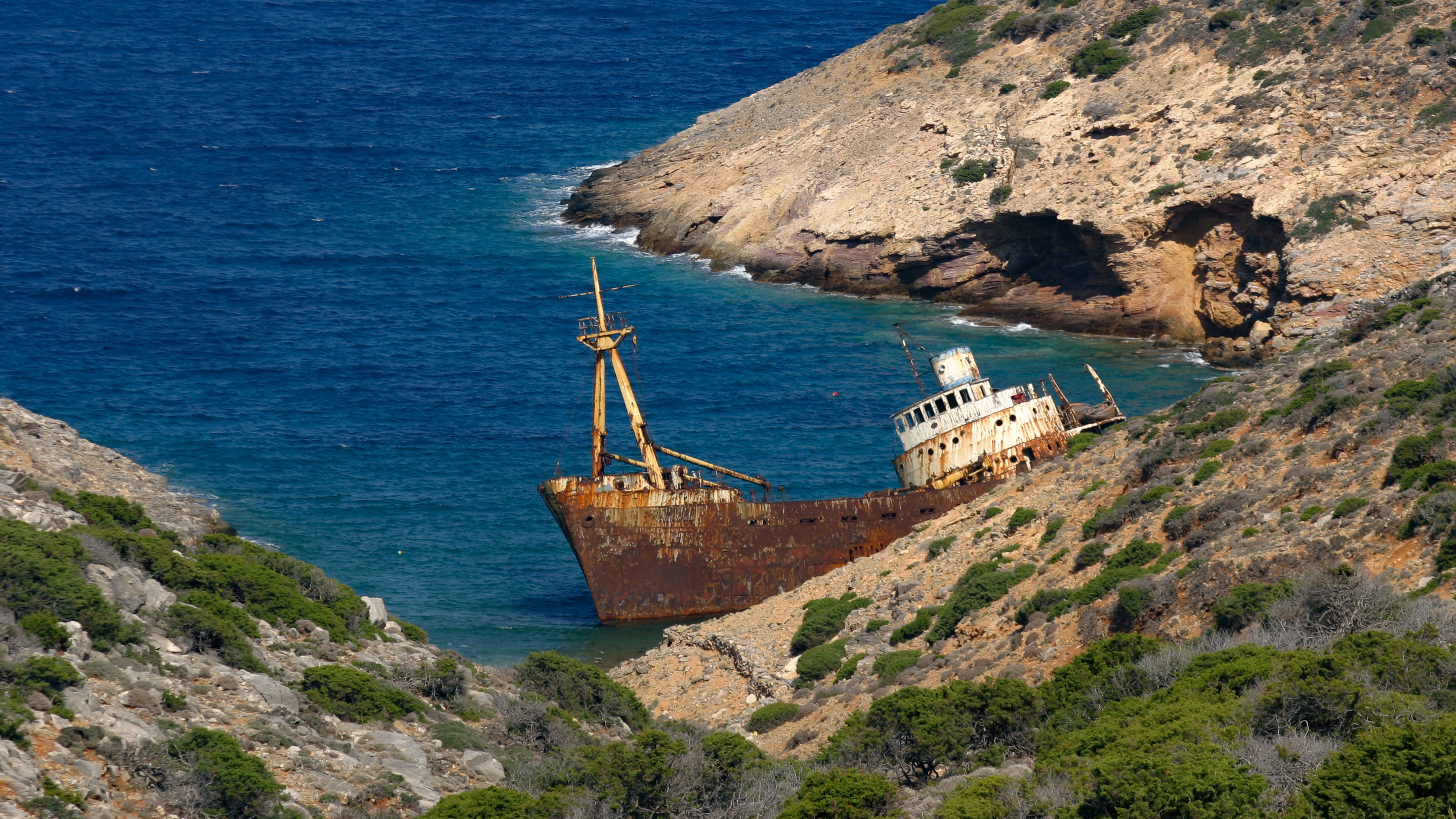
Das Wrack der Olympia vor Amorgos

Das gestrandete Schiff, aus dem Enzo am Anfang einen eingeklemmten Taucher rettet, ist die Olympia, die noch immer an der Küste von Amorgos in Griechenland liegt.
Das eigentümliche, in Blautönen gehaltene Filmposter mit dem träumerisch-phantasievollen Motiv eines im nächtlichen Meer schwimmenden Mannes, der versucht, einen über sich springenden Delfin mit der Hand zu berühren, kreierte der französische Künstler Andrzej Malinowski. Der US-amerikanische Verleihtitel des Films lautet The Big Blue.

## Rezeption
Im Rausch der Tiefe avancierte mit seiner außergewöhnlichen Fotografie, der märchenhaften Geschichte und Eric Serras populärer Synthesizer-Musik zum Kultfilm der auslaufenden 1980er Jahre. Luc Bessons auf 80 Mio. Francs (umgerechnet etwa 12 Mio. Euro) geschätztes Unterwassermärchen war so erfolgreich an den Kinokassen, dass der Film mehr als ein Jahr lang in den französischen Kinos gezeigt wurde. Der Erfolg, den er in Europa hatte, blieb dem Film in den USA allerdings verwehrt.
Der damals noch unbekannte Hauptdarsteller Jean-Marc Barr avancierte mit seiner Rolle des introvertierten, selbstzerstörerischen Tauchers Jacques in Frankreich über Nacht zum Star und wurde für seine Hauptrolle für einen César nominiert. Doch konnte er trotz vielfacher Anstrengungen nie mehr so einprägsam in Erscheinung treten wie in Luc Bessons Unterwasser-Epos. Für Jean Reno hingegen, der bis dahin ebenfalls noch nicht sehr bekannt war, wurde Im Rausch der Tiefe der Auftakt zu einer langen, erfolgreichen Schauspielerkarriere.

## Kritiken
Der film-dienst feierte Bessons Film in seiner zeitgenössischen Kritik als „Weithin spannende Bildererzählung auf dem Hintergrund der Biografie des bekannten französischen Weltrekordlers Jacques Mayol“. Kritisiert wurden jedoch die „glorifizierenden Selbsttötungen“ am Ende von Im Rausch der Tiefe, die den insgesamt positiven Eindruck stören würden.

## Versionen
Von Im Rausch der Tiefe gibt es drei verschiedene Filmversionen. Die französische Kinofassung ist 138 Minuten lang. Die US-amerikanische Fassung ist rund 20 Minuten kürzer und wurde mit einer neuen Filmmusik von Bill Conti unterlegt sowie mit einem anderen Ende versehen. In der US-Version gibt es ein Happy End, in dem der Delfin Jacques zur Wasseroberfläche führt. Der Director’s Cut ist 168 Minuten lang und als so genannte Extended Version nur in Europa und Japan erhältlich (Laserdisc 154 Minuten). Im deutschsprachigen Raum erschien 2009 der Director’s Cut auf einer Blu-ray Disc, die über 2 Stunden Special Features (u. a. ein Making of) enthält. Das Bild liegt im 2,35:1 Widescreen-Format in 1080/24p vor und der Ton ist in DTS-HD Master Audio 5.1 (Dt./Frz.) vorhanden. 2021 veröffentlichte Arthaus eine Ausgabe mit 2 Blu-ray Discs, die neben dem Director’s Cut auch die Kinofassung umfasst.

## Auszeichnungen
1989 zählte Im Rausch der Tiefe mit acht Nominierungen zum erweiterten Favoritenkreis der Filmpreisverleihung César, des französischen Äquivalents zu den US-amerikanischen Oscars. Trotz des enormen Erfolgs beim französischen Kinopublikum konnte sich Luc Bessons Werk in den wichtigen Kategorien nicht gegen Bruno Nuyttens Künstlerbiographie Camille Claudel bzw. Étienne Chatiliez Sozialkomödie Das Leben ist ein langer, ruhiger Fluß durchsetzen. Im Rausch der Tiefe gewann in den Nebenkategorien zwei Césars für Eric Serras Filmmusik und den besten Ton.
- César 1989:

- Beste Filmmusik
- Bester Ton

Nominiert in folgenden Kategorien:
- Bester Film
- Beste Regie
- Bester Hauptdarsteller (Jean-Marc Barr)
- Bester Nebendarsteller (Jean Reno)
- Beste Kamera
- Bestes Filmposter (Malinovski)

- Prix de l’Académie nationale du cinéma

- Grand Prix als bester Film